# Lockdown (ER)
Lockdown is de tweeëntwintigste aflevering van het achtste seizoen van de televisieserie ER, die voor het eerst werd uitgezonden op 16 mei 2002.

## Verhaal
De SEH maakt weer een normale chaotische dag mee, totdat er twee kinderen ontdekt worden met ongewone bulten op het gezicht. Dr. Carter vermoedt al snel dat het om pokken gaat, en brengt de kinderen in quarantaine om zo verdere verspreiding te voorkomen. Om de paniek voor te zijn, belt dr. Lewis de nationale gezondheidsdienst. Die draagt haar op om de SEH af te sluiten en niemand in en uit te laten. Het personeel begint een race tegen de klok om de ziekte onder bedwang te houden, net als de mensen die steeds meer in paniek raken. In de commotie worden bij dr. Jing-Mei en dr. Pratt ook de symptomen waargenomen van pokken en worden zij ook in quarantaine gezet. Uiteindelijk bezwijkt een van de kinderen aan de pokken. Haar broertje schijnt de ziekte te gaan overleven.

## Rolverdeling

### Hoofdrollen
- Noah Wyle - Dr. John Carter
- Laura Innes - Dr. Kerry Weaver
- Alex Kingston - Dr. Elizabeth Corday
- Paul McCrane - Dr. Robert Romano
- Goran Višnjić - Dr. Luka Kovac
- Sherry Stringfield - Dr. Susan Lewis
- Ming-Na - Dr. Jing-Mei Chen
- Mekhi Phifer - Dr. Gregory Pratt
- Maura Tierney - verpleegster Abby Lockhart
- Deezer D - verpleger Malik McGrath
- Yvette Freeman - verpleegster Haleh Adams
- Lily Mariye - verpleegster Lily Jarvik
- Montae Russell - ambulancemedewerker Dwight Zadro
- Lyn Alicia Henderson - ambulancemedewerker Pamela Olbes
- Michelle Bonilla - ambulancemedewerker Christine Harms
- Emily Wagner - ambulancemedewerker Doris Pickman
- Sharif Atkins - Michael Gallant
- Abraham Benrubi - Jerry Markovic
- Demetrius Navarro - Morales

### Gastrollen (selectie)
- Paul Hipp - Craig Turner
- Alison La Placa - advocate
- Larry Clarke - advocaat
- Dee Freeman - Dr. Lutz
- Marjorie Lovett - Marge Satterfield
- Harrison Page - Stan
- Nestor Serrano - David Torres
- Heidi Swedberg - Robin Turner
- Jayne Taini - Marge
- Ken Abraham - Sean
- Frankie J. Allison - Frankie
- Art Frankel - Ralph Meyers